# One-Eyed Mule
One-Eyed Mule er et folkrock-band fra Danmark. Gruppen blev grundlagt i 2004, og består af Rasmus Dall, Uffe Ipsen, Søren Lynggaard Andersen, Simon Meiner og Rune Højmark
Gruppens debutalbum, Hobo in the Land of Love, udkom i 2006 og modtog fire ud af seks stjerner i musikmagasinet GAFFA. I 2008 udkom det næste album, From Beats to the Bible, der modtog tre ud af seks stjerner.
Gruppens tredje album, Drifting to a Happy Place, blev udgivet i 2010, og det honoreret med fire ud af seks stjerner af GAFFAs anmelder, og ligeledes fire ud af seks stjerner af Soundvenue. When tomorrow comes udkom som deres fjerde album i 2012, og det fik også fire ud af seks stjerner. I 2014 udkom For the Hollywood Heart in your girlfriend, som fik fem ud af seks stjerner i GAFFA.

## Medlemmer
- Rasmus Dall: Forsanger, guitar.
- Uffe Ipsen: Bas, klaver, guitar, sav.
- Søren Lynggaard Andersen: Guitar, lydeffekter, harmonika, jødeharpe, sitar etc.
- Simon Meiner: Trommer, percussion
- Rune Højmark: Steel guitar, mandolin, guitar

## Diskografi

### Studiealbum
- Hobo in the Land of Love (2006)
- From Beats to the Bible (2008)
- Drifting to a Happy Place (2010)
- When Tomorrow Comes (2012)
- For the Hollywood Heart in Your Girlfriend (2014)

### Livealbum
- The Black Tornado Session (2017)